# Szo (majątek w sielsowiecie Psuja)
Szo – dawny majątek. Tereny, na których leżał, znajdują się obecnie na Białorusi, w obwodzie witebskim, w rejonie głębockim, w sielsowiecie Psuja.

## Historia
W czasach zaborów dwór w powiecie dzisieńskim, w guberni wileńskiej Imperium Rosyjskiego. W dworze mieściły się dość znaczna biblioteka i zbiory historyczne..
W latach 1921–1945 majątek leżał w Polsce, w województwie wileńskim, w powiecie dziśnieńskim, w gminie Prozoroki.
Według Powszechnego Spisu Ludności z 1921 roku zamieszkiwały tu 43 osoby, 33 było wyznania rzymskokatolickiego, 10 prawosławnego. Jednocześnie 25 mieszkańców zadeklarowało polską, 18 białoruską przynależność narodową. Było tu 5 budynków mieszkalnych. W 1931 w 4 domach zamieszkiwało 25 osób.
Wierni należeli do parafii rzymskokatolickiej w Prozorokach i prawosławnej w Psuji. Miejscowość podlegała pod Sąd Grodzki w Głębokiem i Okręgowy w Wilnie; właściwy urząd pocztowy mieścił się w Prozorokach.